# Sant Jaume de Montfalcó
Sant Jaume de Montfalcó és una església romànica del poble de Montfalcó Murallat, al municipi de les Oluges (Segarra) inclosa a l'Inventari del Patrimoni Arquitectònic de Catalunya.

## Descripció
Edifici en runes del qual només resten el mur sud de la nau i l'absis, amb una alçada de tres metres, i altres murs que arriben tan sols al metre d'alçada.
L'església era d'una sola nau coberta amb volta de canó capçada a llevant per un absis de planta semicircular. La porta era al nord del mur de ponent. L'aparell de l'edifici era de carreus i carreuons no gaire ben escairats, disposats uniformement.

## Història
Sant Jaume de Montfalcó va pertànyer al bisbat d'Urgell, i probablement depenia de la parròquia de Sant Pere de Montfalcó.